# Ван Ибо
Ван Ибо (кит. 王一博, пиньинь. Wáng Yībó, род. 5 августа 1997) — китайский актёр и певец, дебютировавший в качестве участника южнокорейско-китайского бойбэнда UNIQ в 2014 году. Наибольшую известность Ван Ибо принесли роли в веб-сериалах «Атакуя твоё сердце» (2019), «Неукротимый: Повелитель Чэньцин» (2019) и «Легенда о Фэй» (2020), а также в фильмах «Скрытый клинок» (2023), «Король неба» (2023) и «Пылкий» (2023).
Ван Ибо регулярно появляется в списке 100 знаменитостей Китая журнала Forbes и занял 2-е место в 2022 году.

## Биография

### Ранняя жизнь
Ван Ибо родился 5 августа 1997 года в Лояне, провинция Хэнань. С детства начал заниматься танцами и в 2011 году принял участие в конкурсе IBD dance competition. Войдя в топ-16 танцоров в категории «хип-хоп», стал стажером в Yuehua Entertainment. До дебюта тренировался в Южной Корее и окончил школу искусств Ханлим.

### 2014—2017: Дебют с UNIQ и в качестве актёра
Ван Ибо дебютировал в 2014 году в составе южнокорейско-китайского бой-бэнда UNIQ с песней «Falling in Love». В группе занимает позицию танцора, рэпера и вижуала.
Первую роль получил в фильме «Партнеры с МВА» (2016). Затем он сыграл роль Красного мальчика в «Китайской Одиссее 3» (2016), снялся в романтической комедийной дораме «Реальная любовь» (2017). С 2016 по 2021 годы являлся постоянным соведущим  ток-шоу «Лучше и лучше с каждым днём» (Day Day Up).
В марте 2017 года Ван Ибо сыграл свою первую главную роль в молодёжной сянься дораме «Частная школа Шушань». Появился в качестве приглашенного актёра в сериале «Когда мы были молоды».

### 2018 — настоящее время: Рост популярности
В марте 2018 года Ван Ибо был утвержден в качестве наставника по танцам в реалити-шоу Produce 101. Он получил повышенное внимание за свои танцевальные навыки во время съёмок шоу.В одном из эпизодов программы Ван Ибо признался, что в детстве у него был миокардит, и ему пришлось бросить танцы ради здоровья. После выздоровления он должен был заново учиться танцевать, поэтому Ван Ибо каждый день ходил на уроки танцев по шесть часов.
В 2019 году снялся в романтической дораме «Атакуя твое сердце», сыграв роль профессионального геймера Цзи Сянкона.
В том же году вышла сянься-дорама «Неукротимый: Повелитель Чэньцин», основанная по роману «Магистр дьявольского культа», где Ван Ибо и Сяо Чжань сыграли главных героев. Актёр получил признание и популярность благодаря своей роли Лань Ванцзи. Сериал также получил известность за рубежом, что привело к росту мировой популярности Ван Ибо.
Ван Ибо является профессиональным мотогонщиком (№ 85) в составе гоночной команды Yamaha China Racing Team.
Впервые вошел в список Forbes China Celebrity 100, заняв 71-е место. Forbes China также включил Ван Ибо в свой список 30 Under 30 Asia[уточнить] 2019, который состоит из 30 людей в возрасте до 30 лет, которые имеют значительное влияние в своей области.
30 декабря состоялся выход сингла «No Sense». В течение 20 минут после его выхода было продано 6 миллионов цифровых копий, а объём продаж превысил 18 миллионов юаней. Через 10 часов было продано 10 миллионов цифровых копий, а объём продаж превысил 30 миллионов юаней. Он стал самым быстро продаваемым цифровым синглом в NetEase Music, достигшим продаж в 10 миллионов юаней. «No Sense» — это первая попытка Ван Ибо в написании песен. Он писал её с перерывами, так как был занят съемками сериала «Легенда о Фэй». Ван Ибо поделился, что песня отражает его собственные чувства и переживания, и он хотел бы, чтобы другие также могли преодолеть трудности и сохранить хороший настрой. Во время Хунаньского телевизионного новогоднего концерта 2020 Ибо впервые исполнил «No Sense» на сцене.
В мае 2020 года был утвержден в качестве одного из капитанов танцевального шоу Street Dance of China.
В 2020 году Ван Ибо закончил съемки в уся дораме «Легенда о Фэй» вместе с Чжао Лиин. Также он завершил съёмки в роли полицейского в криминальном детективном сериале о борьбе с наркотиками «Быть героем» с Чэнь Сяо.
30 декабря 2020 года состоялся выход сингла «Правила моего мира» (упр.кит.: 我的世界守则). За первые 5 минут было продано 6 миллионов цифровых копий, а за 2 часа 20 минут количество продаж превысило 10 миллионов, общей суммой в 30 миллионов юаней.

## Общественная деятельность
В ноябре 2019 года Ван Ибо получил номер и сертификат пожарного, затем официально стал членом Хунаньской Звездной Добровольческой Бригады. Он снял видеоролик, призывающий общественность обратить внимание на пожарную безопасность, в том же месяце Ван Ибо назначили послом по пожаротушению общественного благосостояния города Лоян. Ранее он участвовал в тренировках по пожаротушению в одном из эпизодов программы Day Day Up.
8 декабря 2019 года, благодаря своему большому влиянию среди молодежи, Ван был удостоен чести стать Role Model Reading Charity Artist Kuwo Music в 2019 году. Он стал одним из знаменитостей, читающих «Model Reading», направленная на то, чтобы пробудить интерес молодежи к чтению литературных произведений.

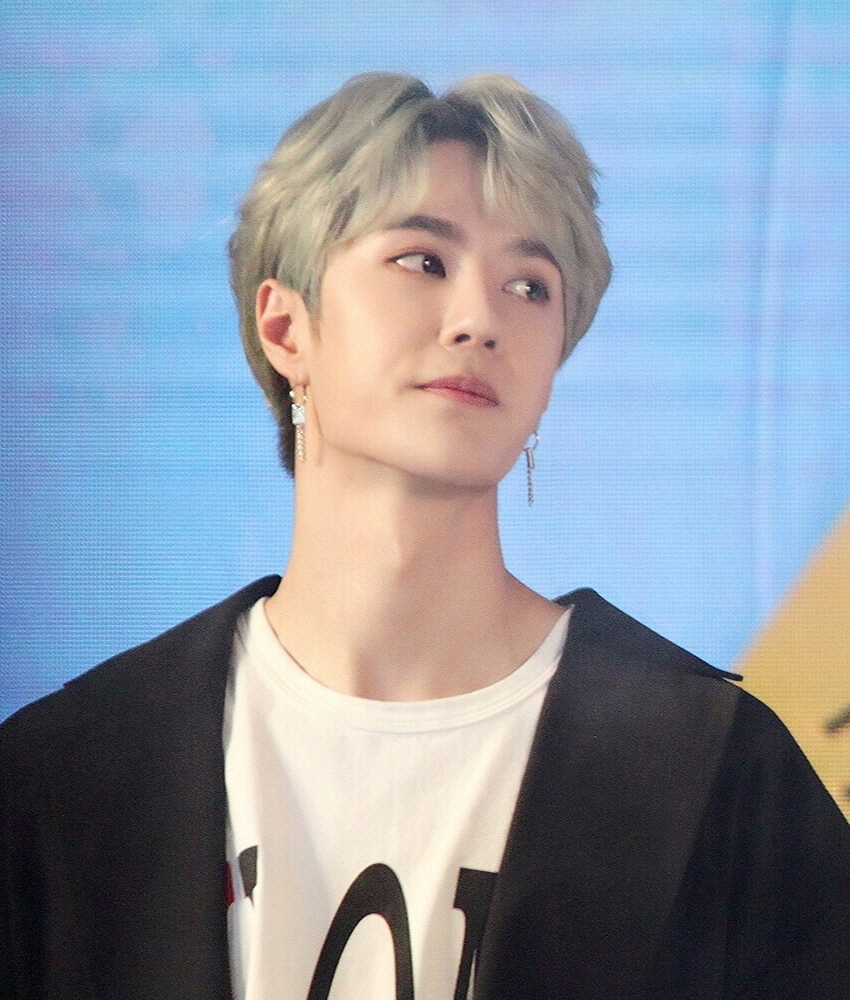
Ван Ибо в 2018 году

К концу января 2020 года Ван Ибо и более 200 знаменитостей пожертвовали в общей сложности 278 миллионов юаней благотворительному фонду Han Hong, чтобы помочь городу Ухань, району, сильно пострадавшему от пандемии COVID-19. Он сделал ещё одно пожертвование Уханю вместе с другими ведущими Day Day Up. Они коллективно пожертвовали 1 миллион юаней, маски, защитную одежду и другие необходимые принадлежности.
Под руководством Коммунистического союза молодежи Китая Ван Ибо и другие актёры совместно спели песню «With you by your side». В марте Ибо и информационное агентство Синьхуа выпустили трибьют-песню «Потому что мы вместе» («Because we are together»), чтобы вдохновить людей на совместную борьбу с пандемией коронавируса.
В рамках рекламного мероприятия для зимних Олимпийских игр 2022 года в видеоролике от 6 марта 2020 года Ван Ибо представил зимнюю олимпийскую игру по сноуборду. Видеоролик превысил 118 миллионов просмотров на платформе Weibo.
Чтобы отметить 50-летие Дня Земли в апреле 2020 года, Ван Ибо снялся в научно-фантастическом короткометражном фильме об охране окружающей среды. Также он снялся для выпуска GQ Style Summer/Spring 2020 с концепцией продвижения экологической осведомленности и защиты Земли.
Он был одним из знаменитостей, которые пропагандировали 50-летие Dong Fang Hong I, первого космического спутника Китая. В своем поддерживающем посте Weibo «Загадай желание на китайскую звезду» он поделился своей мечтой посетить автодром Муджелло в Италии, посмотреть там гонку своего кумира Валентино Росси и самому завершить круг на мотоцикле.
1 июня 2020 года Ван Ибо был назначен китайским послом кампании «Нет одному ребёнку — я хочу иметь семью», которая была совместно запущена Детскими деревнями — SOS и Easy to Raise Fundraising. Он выступил за то, чтобы широкая общественность уделила внимание благосостоянию сирот.

## Фильмография
| Год  |     | Русское название                    | Оригинальное название | Роль                       |
| ---- | --- | ----------------------------------- | --------------------- | -------------------------- |
| 2016 | ф   | Партнёры с MBA                      | 梦想合伙人            | Чжао Шуюй / 赵书宇         |
| 2016 | ф   | Китайская одиссея: часть 3          | 大话西游3             | Красный мальчишка / 红孩儿 |
| 2017 | с   | Реальная любовь                     | 人间至味是清欢        | Ди Чживэй / 翟至味         |
| 2017 | с   | Когда мы были молоды                | 青春最好时            | Линь Цзяи / 林佳一         |
| 2018 | кор | Живи по-настоящему                  | 热舞吧！青春          | Линь Цинь / 林进           |
| 2018 | мф  | Хрустальное небо вчерашнего дня     | 昨日青空              | Ци Цзинсюань / 齐景轩      |
| 2019 | кор | Фантастическое путешествие на запад | 梦幻西游三维版        |                            |
| 2019 | с   | Атакуя твоё сердце                  | 陪你到世界之巅        | Цзи Сянкон / 季向空        |
| 2019 | с   | Неукротимый: Повелитель Чэньцин     | 陈情令                | Лань Ванцзи / 蓝忘机       |
| 2020 | кор | Странник цветов                     | 花的游吟              | бармен                     |
| 2020 | с   | Мой странный друг                   | 我的奇怪朋友          | Вэй Ичэнь / 蔚逸晨         |
| 2020 | с   | Легенда о Фэй                       | 有翡                  | Се Юнь / 谢允              |
| 2021 | с   | Идеалы, озаряющие Китай             | 理想照耀中国          | Цзян Сяньюнь / 蒋先云      |
| 2021 | с   | Лоянский ветер                      | 风起洛阳              | Байли Хонги / 百里弘毅     |
| 2022 | с   | Быть героем                         | 冰雨火                | Чэнь Юй / 陈宇             |
| 2023 | ф   | Скрытый клинок                      | 无名                  | господин Е / 叶先生        |
| 2023 | ф   | Король неба                         | 长空之王              | Лэй Юй / 雷宇              |
| 2023 | ф   | Я и моя юность                      | 我和我的青春          | Лу Ян / 陆阳               |
| 2023 | ф   | Пылкий                              | 热烈                  | Чэнь Шо / 陈烁             |
| 2024 | с   | Частная школа Шушань                | 私立蜀山学园          | Тэн Цзин / 滕净            |
| 2024 | с   | Сквозь ветер и волны                | 长风破浪              | Вэй Жолай / 魏若来         |
| 2024 | ф   | Команда миротворцев                 | 维和防暴队            | Ян Жень / 杨震             |
| 2024 | ф   | Неожиданная любовь                  | 闭嘴！爱吧            | Чан Линь / 昌林            |

## Дискография
| Название    | Год  | Высшая позиция в чартах | Продажи           |
| Название    | Год  | US World                | Продажи           |
| ----------- | ---- | ----------------------- | ----------------- |
| Fire        | 2019 | —                       | - CHN: 1,267,781  |
| Lucky       | 2019 | —                       | - CHN: 659,955    |
| No Feelings | 2019 | —                       | - CHN: 17,497,411 |
| My Rules    | 2020 | 14                      | - CHN: 14,801,443 |
| Twenty      | 2021 | —                       | н/д               |

## Награды и номинации
| Год  | Церемония                                                                         | Категория                               | Номинировано                    | Результат | Ссылка |
| ---- | --------------------------------------------------------------------------------- | --------------------------------------- | ------------------------------- | --------- | ------ |
| 2017 | Top Chinese Music Awards                                                          | Лучший новый айдол                      |                                 | Победа    | [ 43 ] |
| 2017 | Asian Influence Awards Ceremony                                                   | Лучший новый актёр                      |                                 | Победа    |        |
| 2017 | Weibo TV Online Video Awards Ceremony                                             | Новый артист года                       |                                 | Победа    | [ 44 ] |
| 2017 | ifeng Fashion Choice                                                              | Самый популярный новый актёр            |                                 | Победа    | [ 45 ] |
| 2018 | QQ Interest Blog Appreciation Night                                               | Новый артист года                       |                                 | Победа    | [ 46 ] |
| 2019 | Golden Tower Award                                                                | Самый популярный актёр                  | Неукротимый, Атакуя твое сердце | Номинация | [ 47 ] |
| 2019 | Golden Bud — The Fourth Network Film And Television Festival                      | Лучший актёр                            | Неукротимый, Атакуя твое сердце | Номинация | [ 48 ] |
| 2019 | Weibo TV Series Awards                                                            | Самый популярный актёр                  | Неукротимый, Атакуя твое сердце | Номинация | [ 49 ] |
| 2019 | 6-й Hengdian Film and TV Festival of China                                        | Tourism Ambassador                      |                                 | Победа    |        |
| 2019 | Tencent Music Entertainment Awards                                                | Песня Года (с Сяо Чжанем)               | «Unrestrained»                  | Победа    | [ 50 ] |
| 2019 | Tencent Music Entertainment Awards                                                | Model Reading Public Welfare Artist     |                                 | Победа    |        |
| 2019 | GQ 2019 Men of the Year                                                           | Прорывной актёр года                    | Неукротимый                     | Победа    | [ 51 ] |
| 2019 | 26-й Huading Awards                                                               | Лучший новичок                          | Неукротимый                     | Номинация | [ 52 ] |
| 2019 | 26-й Huading Awards                                                               | Топ-10 любимых актёров                  | Неукротимый                     | Победа    | [ 53 ] |
| 2019 | 2-й Cultural and Entertainment Industry Congress                                  | Прорывной актёр (дорама)                | Неукротимый                     | Номинация | [ 54 ] |
| 2019 | 2-й Cultural and Entertainment Industry Congress                                  | Лучшая пара (с Сяо Чжанем)              | Неукротимый                     | Номинация | [ 54 ] |
| 2019 | Sina The Most Beautiful Performance                                               | Выдающийся актёр года                   | Неукротимый                     | Номинация | [ 55 ] |
| 2019 | China Golden Rooster and Hundred Flowers Film Festival (1st Network Drama Awards) | Самый популярный актёр                  | Неукротимый                     | Победа    | [ 56 ] |
| 2019 | Baidu Fudian Awards                                                               | Горячая звезда (4-е место)              |                                 | Победа    | [ 57 ] |
| 2019 | Sina Film & TV Awards                                                             | Most Popular Variety Male Artist        |                                 | Победа    | [ 58 ] |
| 2019 | Sports Star Power Awards                                                          | Best Cross-over Influence               |                                 | Победа    | [ 59 ] |
| 2019 | Tencent Video All Star Awards                                                     | Айдол года                              |                                 | Победа    |        |
| 2019 | Tencent Video All Star Awards                                                     | VIP Star                                |                                 | Победа    | [ 60 ] |
| 2019 | Tencent Video All Star Awards                                                     | Популярный телевизионный актёр года     | Неукротимый                     | Победа    | [ 60 ] |
| 2019 | Netease Cloud Music                                                               | Айдол года                              |                                 | Победа    | [ 61 ] |
| 2019 | Jinri Toutiao Awards Ceremony                                                     | Мужская знаменитость года               |                                 | Номинация | [ 62 ] |
| 2020 | Weibo Awards Ceremony                                                             | Горячая фигура года                     |                                 | Победа    | [ 63 ] |
| 2020 | Weibo Awards Ceremony                                                             | Weibo God                               |                                 | Победа    | [ 64 ] |
| 2020 | 27-й ERC Chinese Top Ten Awards                                                   | Топ-10 песен                            | «Unrestrained» (с Сяо Чжанем)   | Победа    | [ 65 ] |
| 2020 | 30-й China TV Golden Eagle Award                                                  | Выбор аудитории (Актер)                 | Атакуя твое сердце              | Победа    | [ 66 ] |
| 2020 | 30-й China TV Golden Eagle Award                                                  | Лучший саундтрек                        | «The Coolest Adventure»         | Номинация | [ 66 ] |
| 2020 | Golden Bud — The Firth Network Film And Television Festival                       | Лучший актёр                            |                                 | Ожидается |        |
| 2020 | Tencent Starlight Awards                                                          | Лучший разносторонний артист года       |                                 | Победа    |        |
| 2020 | Tencent Starlight Awards                                                          | Tencent VIP Star                        |                                 | Победа    | [ 67 ] |
| 2020 | TB WORLD 2020                                                                     | 100 Самых красивых мужчин в мире        |                                 | 12th      | [ 68 ] |
| 2020 | TC Candler                                                                        | Самые красивые лица мира 2020 (Мужчины) |                                 | 19th      | [ 69 ] |
| 2021 | Douyin Star Moving Night                                                          | Артист года                             |                                 | Победа    | [ 70 ] |